# Andreas Meyer-Landrut

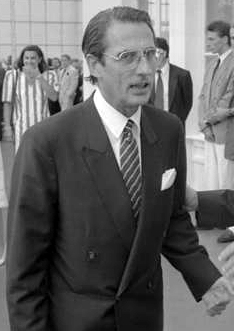
Andreas Meyer-Landrut w roku 1989

Andreas Meyer-Landrut (ur. 31 maja 1929 w Tallinnie) – były niemiecki dyplomata, szef Kancelarii Prezydenta Niemiec.

## Życiorys
Andreas Meyer-Landrut pochodzi z rodziny Niemców bałtyckich o tradycjach przemysłowych. Po zawarciu paktu Ribbentrop-Mołotow pomiędzy ZSRR a III Rzeszą w 1939 Niemcy bałtyccy zostali zmuszeni do opuszczenia swojej dotychczasowej ojczyzny i osiedlenia się w Rzeszy, przede wszystkim świeżo podbitym Kraju Warty, czyli Wielkopolsce. Przed końcem wojny rodzina Meyer-Landrut przeniosła się w okolice Bielefeld. Po uzyskaniu matury w Ratsgymnasium Bielefeld Andreas Meyer-Landrut studiował slawistykę, historię Europy Wschodniej i socjologię w Getyndze i w Zagrzebiu. W roku 1954 obronił pracę doktorską na temat dziewiętnastowiecznego teatru chorwackiego i uzyskał tytuł doktora filozofii.
W roku 1955 Andreas Meyer-Landrut wstąpił do służby zagranicznej i pracował na placówkach w Brukseli, Tokio i Brazzaville, gdzie został ambasadorem. Ze względu na znajomość języków został specjalistą do spraw rosyjskich. Pięciokrotnie pełnił służbę dyplomatyczną w ambasadzie Niemiec w Moskwie, w latach 1980–1983 oraz 1987–1989 zajmował stanowisko ambasadora. Był jedną z kluczowych postaci w procesie zbliżenia niemiecko-radzieckiego podczas pieriestrojki. Jako ambasador, Meyer-Landrut zajmował się również losem niemieckiej mniejszości w Związku Radzieckim.
W latach 1984–1986 Meyer-Landrut pełnił funkcję sekretarza stanu w niemieckim ministerstwie spraw zagranicznych. W latach 1989–1994 był sekretarzem stanu – szefem Kancelarii Prezydenta Niemiec, Richarda von Weizsäckera.
Po zakończeniu służby dyplomatycznej Meyer-Landrut kierował do roku 2002 moskiewskim przedstawicielstwem koncernu Daimler-Chrysler.

## Rodzina i życie prywatne
Andreas Meyer-Landrut mieszka z drugą żoną w Moskwie i w Kolonii. Ma syna i córkę z pierwszego małżeństwa z węgierską szlachcianką. Laureatka Konkursu Piosenki Eurowizji w roku 2010 Lena Meyer-Landrut jest jego wnuczką. Jego pasją jest jeździectwo, od 1985 roku pełnił funkcję przewodniczącego do spraw członków zwyczajnych Niemieckiego Związku Jeździeckiego, w roku 2001 przestał pełnić tę funkcję i został przewodniczącym honorowym.

## Ordery i odznaczenia
- Order Zasługi Republiki Federalnej Niemiec za zasługi w zbliżeniu Niemców i Rosjan
- Order Krzyża Ziemi Maryjnej (Estonia)[3]

## Publikacje
- Mit Gott und langen Unterhosen. Erlebnisse eines Diplomaten in der Zeit des Kalten Krieges. (Z Bogiem i w kalesonach. Przeżycie dyplomaty w czasach zimnej wojny). Edition q, Berlin 2003, ISBN 3-86124-573-6 (wydanie rosyjskie: „С Богом! И оденься потеплее!” – Моя дипломатическая миссия в России. Международные отношения, Москва 2005, ISBN 5-7133-1248-8).